# Toivo Mikael Kivimäki
Toivo Mikael Kivimäki, född 5 juni 1886 i Tarvasjoki, död 6 maj 1968 i Helsingfors, var en finländsk politiker.

## Biografi
Kivimäki blev juris utriusque kandidat 1911 och verkade som advokat i Åbo 1912–1920. 1924 blev han juris utriusque doktor och var bankchef 1924–1929 samt från 1931 professor i civilrätt vid Helsingfors universitet. Kivimäki var ledamot av finska riksdagen som företrädare för Nationella framstegspartiet 1922, 1924–1927 och från 1929. 1922–1928 var han ledamot av riksrätten, inrikesminister 1928–1929, justitieminister 1931– december 1932 och därefter Finlands statsminister 1932–1936.
Kivimäkis ministär åtnjöt socialdemokraternas parlamentariska stöd och satt längre än någon tidigare finländsk regering. Man fick landets ekonomi på fötter efter depressionen, bekämpade genom lagstiftning politiska ytterlighetstendenser både till höger och vänster samt åstadkom Finlands anslutning till den nordiska neutralitetspolitiken. Kivimäki fick 1940 i uppdrag av regeringen att utarbeta den så kallade snabbkolonisationslagen och var därmed dess huvudsakliga upphovsman.
Kivimäki var även envoyé i Berlin 1940–1944. Han spelade då en viktig roll i samarbetet med Tyskland och vid krigsansvarighetsprocessen 1946 dömdes han till fem års fängelse för sin inblandning i fortsättningskriget 1941–1944, men benådades 1948. 
Kommendör med stora korset av Kungl. Nordstjärneorden 1936.
Han är begravd på Sandudds begravningsplats i Helsingfors.